# Trois Préludes op. 35
Les Trois préludes opus 35 forment un cycle de préludes pour piano d'Alexandre Scriabine composé en 1903.

## Analyse de l'œuvre
Les trois préludes de l'opus 35 se rapprochent des études opus 42, dans la période « transitoire » de Scriabine.